# Östertjärnen (Trönö socken, Hälsingland)
Östertjärnen är en sjö i Söderhamns kommun i Hälsingland och ingår i Norralaåns huvudavrinningsområde. Sjön har en area på 0,0444 kvadratkilometer och ligger 39,6 meter över havet.

## Delavrinningsområde
Östertjärnen ingår i det delavrinningsområde (680912-155727) som SMHI kallar för Ovan Flysån. Medelhöjden är 65 meter över havet och ytan är 19,13 kvadratkilometer. Räknas de 30 avrinningsområdena uppströms in blir den ackumulerade arean 155,83 kvadratkilometer. Avrinningsområdets utflöde Norralaån (Trönöån) mynnar i havet. Avrinningsområdet består mestadels av skog (62 procent) och jordbruk (18 procent). Avrinningsområdet har 0,49 kvadratkilometer vattenytor vilket ger det en sjöprocent på 2,6 procent.